# Imray Bay
Die Imray Bay ist eine Bucht an der Nordküste von Coronation Island im Archipel der Südlichen Orkneyinseln. Sie liegt zwischen dem Conception Point und dem Prong Point westlich der Ommanney Bay.
Das UK Antarctic Place-Names Committee benannte die Bucht 2017. Namensgeber ist der schottische Kartograph James Imray (1803–1870).